# Mošćenička Draga

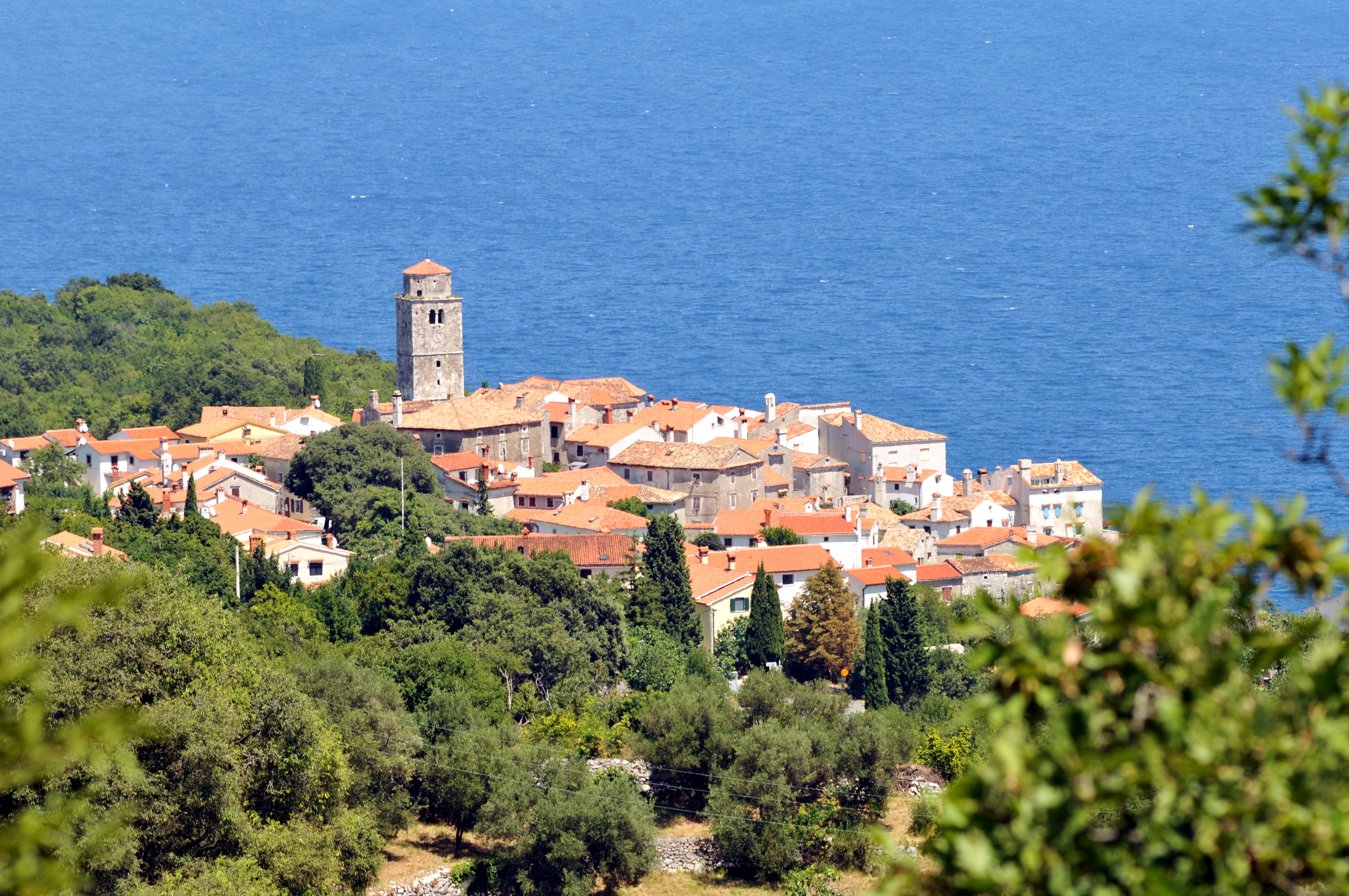
Samhället Brseč i kommunen Mošćenička Draga, 15 km sydväst om Lovran.

Mošćenička Draga (italienska: Draga di Moschiena) är en kommun och turistort i Kroatien. Kommunen har 1 536 invånare (2011) varav 586 invånare bor i tätorten. Kommunen ligger i Istrien och hör till Primorje-Gorski kotars län.

## Demografi
Till kommunen hör följande 14 samhällen. Siffrorna på antalet invånare är från folkräkningen 2011:
| Samhälle         | Antal invånare |
| ---------------- | -------------- |
| Brseč            | 126            |
| Golovik          | 80             |
| Grabova          | 13             |
| Kalac            | 26             |
| Kraj             | 99             |
| Mala Učka        | 0              |
| Martina          | 50             |
| Mošćenice        | 297            |
| Mošćenička Draga | 586            |
| Obrš             | 15             |
| Sučići           | 15             |
| Sveta Jelena     | 96             |
| Sveti Anton      | 8              |
| Zagore           | 86             |

## Näringsliv
Kommunens främsta näringsgrenar är turism och fiskenäring. Kommunens fisketradition bär anor från 1800-talet medan turistnäringen började utvecklas efter andra världskriget 1945. 

### Fotnoter
1. 1 2 3  ”Census of Population, Households and Dwellings 2011, First Results by Settlements” (på engelska och kroatiska) ( PDF). Kroatiska statistiska centralbyrån. Arkiverad från originalet den 19 augusti 2014. https://web.archive.org/web/20140819030849/http://www.dzs.hr/Hrv_Eng/publication/2011/SI-1441.pdf. Läst 31 oktober 2013.
2. ↑  Moscenicka-draga.hr Arkiverad 4 november 2013 hämtat från the Wayback Machine. - Kommunen Mošćenička Dragas officiella webbplats (kroatiska)
3. ↑  Moscenicka-draga.hr Arkiverad 4 mars 2016 hämtat från the Wayback Machine. - Kommunen Mošćenička Dragas officiella webbplats (kroatiska)